# Slag bij Lovejoy's Station
De Slag bij Lovejoy's Station vond plaats op 20 augustus 1864 in Clayton County, Georgia tijdens de Amerikaanse Burgeroorlog. De Noordelijke strijdmacht onder leiding van generaal-majoor William T. Sherman belegerde de Zuidelijke stad Atlanta terwijl de Zuidelijke eenheden in een sterke defensieve linie rond de stad lagen.

## De slag
Terwijl de Zuidelijke cavalerie onder leiding van generaal-majoor Joseph Wheeler raids uitvoerde op de Noordelijke bevoorradingslijnen in noordelijke Georgia en oostelijk Tennessee, besliste generaal-majoor William T. Sherman om zijn cavalerie onder leiding van brigadegeneraal Judson Kilpatrick eropuit te sturen om de Zuidelijke aanvoerlijnen aan te vallen. Kilpatrick vertrok op 18 augustus om de Atlanta & West Point spoorweg aan te vallen. Daarna rukte hij op naar Lovejoy’s Station langs de Macon & Western spoorweg. Op 19 augustus vielen de Noordelijken de Jonesborough depot aan langs de Macon & Western spoorweg waar ze de voorraden in brand staken. Op 20 augustus bereikten ze Lovejoy’s Station en begonnen alles te vernietigen. Toen de Zuidelijke infanterie van Patrick Cleburnes divisie ten tonele verscheen, trokken de Noordelijken zich al vechtend terug. Lovejoy’s Station was na twee dagen opnieuw operationeel.